# VIIe millénaire av. J.-C.
../.. |
VIIIe millénaire av. J.-C. |
VIIe millénaire av. J.-C. |
VIe millénaire av. J.-C. |
../..
Liste des millénaires |
Liste des siècles
Le VIIe millénaire av. J.-C. couvre la période allant de l’an 7000 av. J.-C. à l’an 6001 av. J.-C. compris.
Le VIIe millénaire av. J.-C. appartient au mésolithique qui est une période de transition s'étendant du XIe millénaire av. J.-C. jusqu'au Néolithique, vers le Ve millénaire av. J.-C..

## Évènements
- 7050-6050 av. J.-C.[1] : baisse brutale des températures de 3°, liée aux eaux du lac Agassiz qui se répandent dans l'Atlantique Nord par la baie d'Hudson après la fonte du barrage glaciaire des Laurentides, affectant la circulation thermohaline de l'Atlantique nord (8 200 avant le présent)[2].

### Afrique
- 7000-6000 av. J.-C. : un épisode aride interrompt le maximum humide de l’Holocène en Afrique occidentale et culmine vers 6200 av. J.-C., en lien avec le refroidissement dans l’Atlantique nord. Les moussons d’été s’affaiblissent en Afrique tropicale et en Inde. Le niveau des lacs africains baisse, notamment celui du lac Tchad vers 6300-6000 av. J.-C.[3].

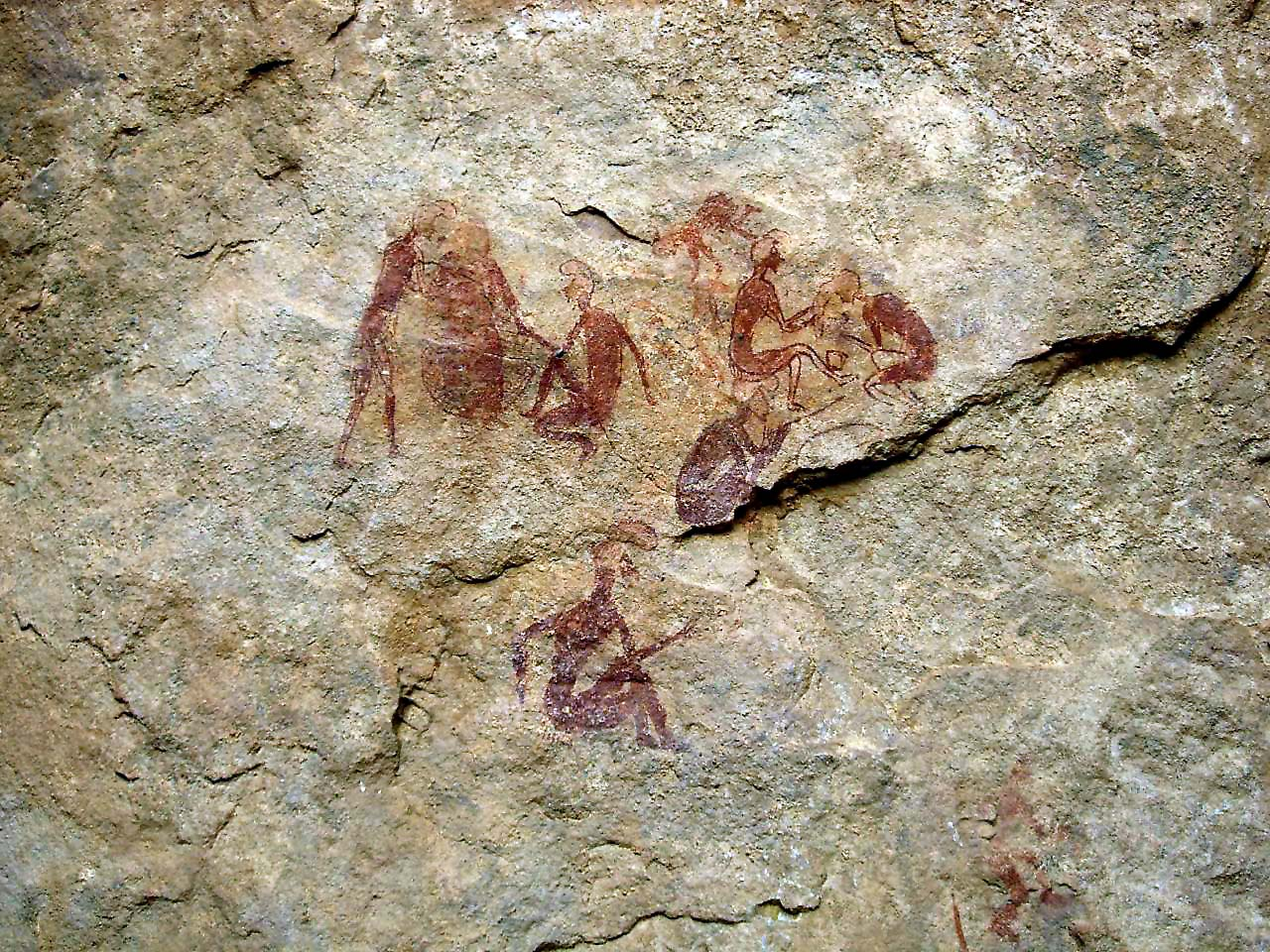
Art rupestre du Tadrart Acacus.

- 6800-5800 av. J.-C. : pastoral ancien dans le Tadrart Acacus, dans l'ouest de la Libye. Élevage bovin et cueillette, céramique à décor réalisés par « alternately pivoting stamp »[4]. Dans la grotte de Uan Afuda, des mouflons sauvages ont été enfermés, sans que l’on sache s’il s’agit d’un début de domestication resté sans lendemain[5].
- 6350-5650 av. J.-C. : néolithique moyen en Haute-Égypte (Nabta Playa II, dans le Sahara, à une centaine de km à l’ouest d’Abou Simbel). Phase aride. Le bœuf domestique est attesté avec des chèvres venues du Proche-Orient. Sédentarisation caractérisée par des installations de huttes circulaires semi-souterraines avec fosses de stockage adjacentes et de nombreuses meules[6],[7]. Production de céramique (décors en wawy-line), pratique d’une agriculture céréalière (orge), accompagnée de trace de domestication animale, tout en maintenant des activités de chasse et de cueillette. Le problème de l’extension de cette culture néolithique hors de son milieu reste ouvert.

### Amérique
- 7000-5000 av. J.-C. : le site de la Grotte du Guitarrero, dans le Callejón de Huaylas, au Pérou, livre des restes de haricot de Lima et le haricot commun cultivés datés entre 7000 et 6000 ans av. J.-C. Le maïs apparait vers 5500, les amarantes et les courges vers 5000[8].
- Vers 6700 av. J.-C. : sous l’abri sous roche de Xihuatoxtla, dans la haute vallée du Río Balsas, au Mexique, des chercheurs de l’équipe de Dolores Piperno (en) ont découvert des restes de maïs, sous forme de phytolithes et de grains d’amidon restés accrochés à des outils, datés de 8700 ans avant le présent, preuve archéologique de la domestication du maïs à partir d’une plante locale, la zea (téosinte)[9].
- Vers 6500 av. J.-C. : le site de Koster (en), dans l’Illinois, est occupé par un camp saisonnier de la période archaïque. Il devient permanent entre 5600 et 5000 av. J.-C. En Amérique du Nord, début des établissements semi-permanents avec un régime alimentaire dans lequel les plantes sont de plus en plus présentes[10].
- Vers 6500-5500 av. J.-C. : début du peuplement des Antilles[11].

### Asie et Pacifique
- 7000 av. J.-C. : plus ancienne utilisation de laque provenant de site de Kakinoshima au sud-ouest de Hokkaido au Japon[12].

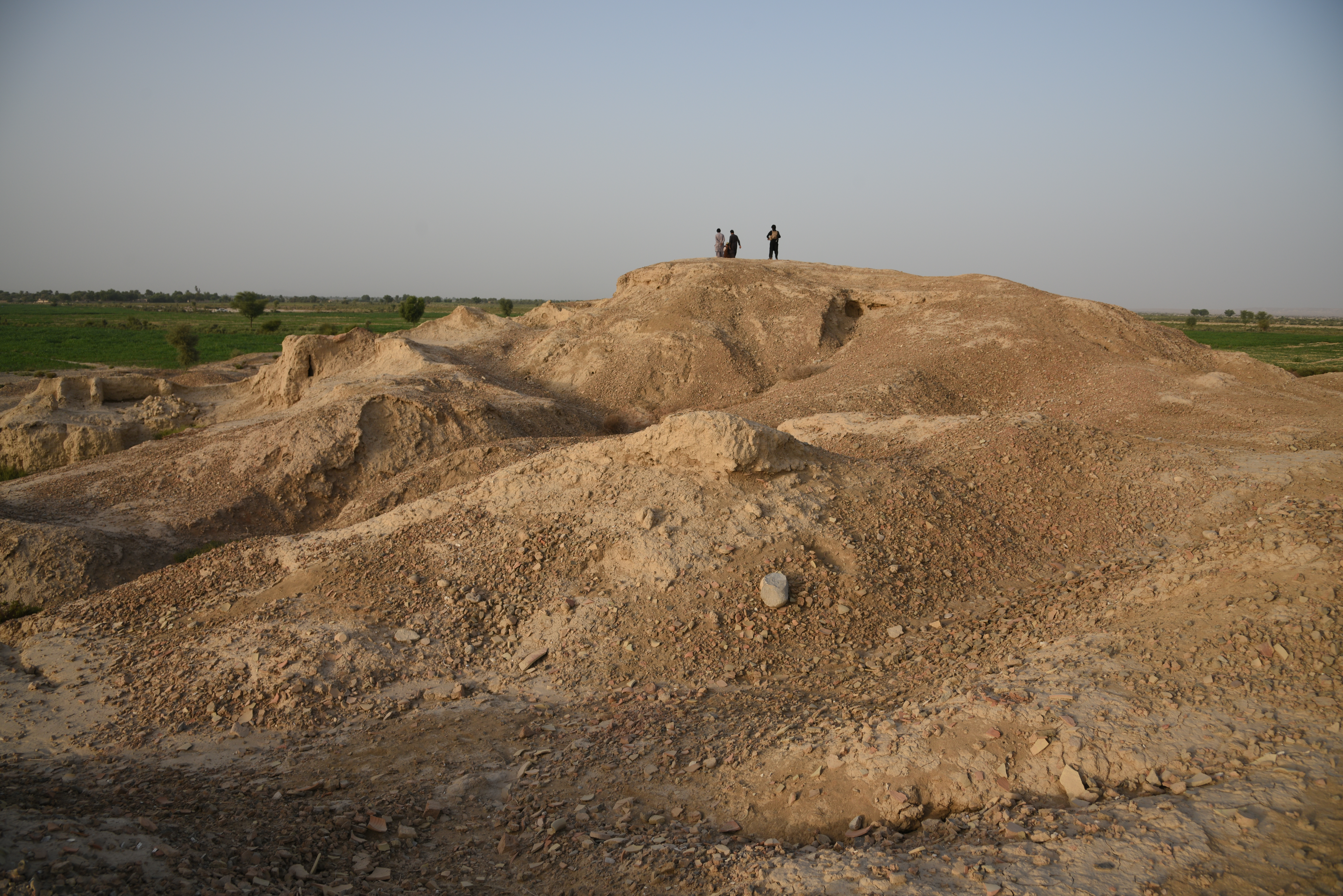
Site de Mehrgarh.

- 7000 à 5500 av. J.-C. : établissement néolithique acéramique de Mehrgarh I[13]. La plaine de Kachi, dans le Baloutchistan pakistanais et la région du fleuve Indus offre une grande variété de ressources : hautes terres et basses terres, culture de l’orge et du blé, élevage de la chèvre, exploitation des nodules de silex, chasse, passages aisés vers l’Asie centrale. Une civilisation agricole se développe avec l’orge comme principale céréale. L’évolution progressive de la composition des restes végétaux et animaux trouvés à Mehrgarh suggère un développement autonome de l’agriculture (blés et orges locaux, coton attesté vers 5500 av. J.-C.[14]) et de l’élevage (zébu, chèvre, mouton)[15]. Fabrication de lames, de microlithes, de haches polies, de meules et d’outils en os. Importation de lapis-lazuli, de coquillages marins et de turquoise d’Iran et du Badakhstan.
- Entre 7000 et 4500 av. J.-C. : des communautés agricoles s'installent dans le vaste territoire des collines de Vindhya, au sud de la plaine du Gange, où l'on pouvait trouver une abondance de matières premières, des animaux domesticables et des plantes de culture, riz inclus. La culture du riz sauvage est identifiée à Lahuradewa (en), dans l’est de l’Uttar Pradesh, dans la vallée centrale du Gange, vers 6400 av. J.-C. ; le site, occupé depuis 9000 av. J.-C., fournit la plus ancienne preuve de la fabrication de céramiques en Asie du Sud vers 7000 av. J.-C.[16]. Les villages de Chopani Mando (en) et Koldihwa (en), sur la rivière Belan, regroupent des huttes en clayonnage et torchis et des enclos pour le bétail (zébu, moutons, chèvres). Le site de Koldihwa livre trois dates du néolithique (6570±210, 5440±240 et 4530±185 av. J.-C.). Les cultures identifiées à Koldihwa et à Mahagara comprennent le riz, l’orge, le blé, les légumineuses, le sésame et le millet[17]. La transition accélère le passage d'une économie de cueillette-chasse à une économie à majorité agricole (culture et élevage). Les communautés sont beaucoup plus pauvres que dans la plaine de Kachi au Baloutchistan, les maisons sont faites de clayonnages enduits de torchis, de sols de terre battue, des foyers creusés et peu de mobilier. Des saisonniers, originaires des collines de Vindhya commencent à exploiter les ressources des plaines alluviales de la vallée du Gange.
- Vers 7000 av. J.-C. :
  - en Australie, cimetière du site de Roonka Flat, sur la Murray River. Douze tombes sont datées de 7000 à 4000 av. J.-C.[18].
  - en Nouvelle-Guinée l'agriculture est attesté sur le site de Kuk par la domestication, certainement indépendante, de plusieurs plantes (taro, igname, banane, canne à sucre) et peut-être l'élevage du porc[19].
- Vers 6800 av. J.-C. : introduction de la céramique sur le site de Spirit Cave dans le nord-ouest de la Thaïlande. L’utilisation de haches-herminettes carrés et de couteaux d’ardoise polie peut indiquer l’existence d’une agriculture marginale[20]. Cependant l’abondance végétale ne favorise pas son développement.
- 6200-5500 av. J.-C. : culture de Djeitun dans le Kopet-Dag au Turkménistan méridional. Première apparition de la céramique en Asie centrale ; maisons rectangulaires à une seule pièce, présence d’orge à six rangs, d’engrain et d’ovins[21].

#### Chine
- 7000-5000 av. J.-C. : néolithique ancien. Développement de petits villages dans les principaux bassin fluviaux, favorisé par un climat chaud et humide. Ils sont parfois limités par un mur ou un fossé, avec des habitations, des fosses de stockage et des tombes. La céramique, abondante, et l’outillage en pierre polie se développent, mais les pierres taillées persistent, notamment les microlithes. Meules et broyeurs sont courants, la production agricole effective (millet des oiseaux, millet commun dans les bassins du Liao et du Fleuve Jaune au Nord, riz dans ceux plus humides du Huai He et du Yangtsé. Les chiens et les porcs sont domestiqués. La collecte de ressources alimentaires sauvage perdure, et les habitats permanent coexistent avec les campements temporaires[22].
- Vers 7150-4850 av. J.-C. : culture de Pengtoushan dans le cours moyen du Yangtsé, au Nord du Hunan, en Chine[23]. Cueillette et chasse sont complétées par quelques animaux domestiqués et la culture de riz en cours de domestication.

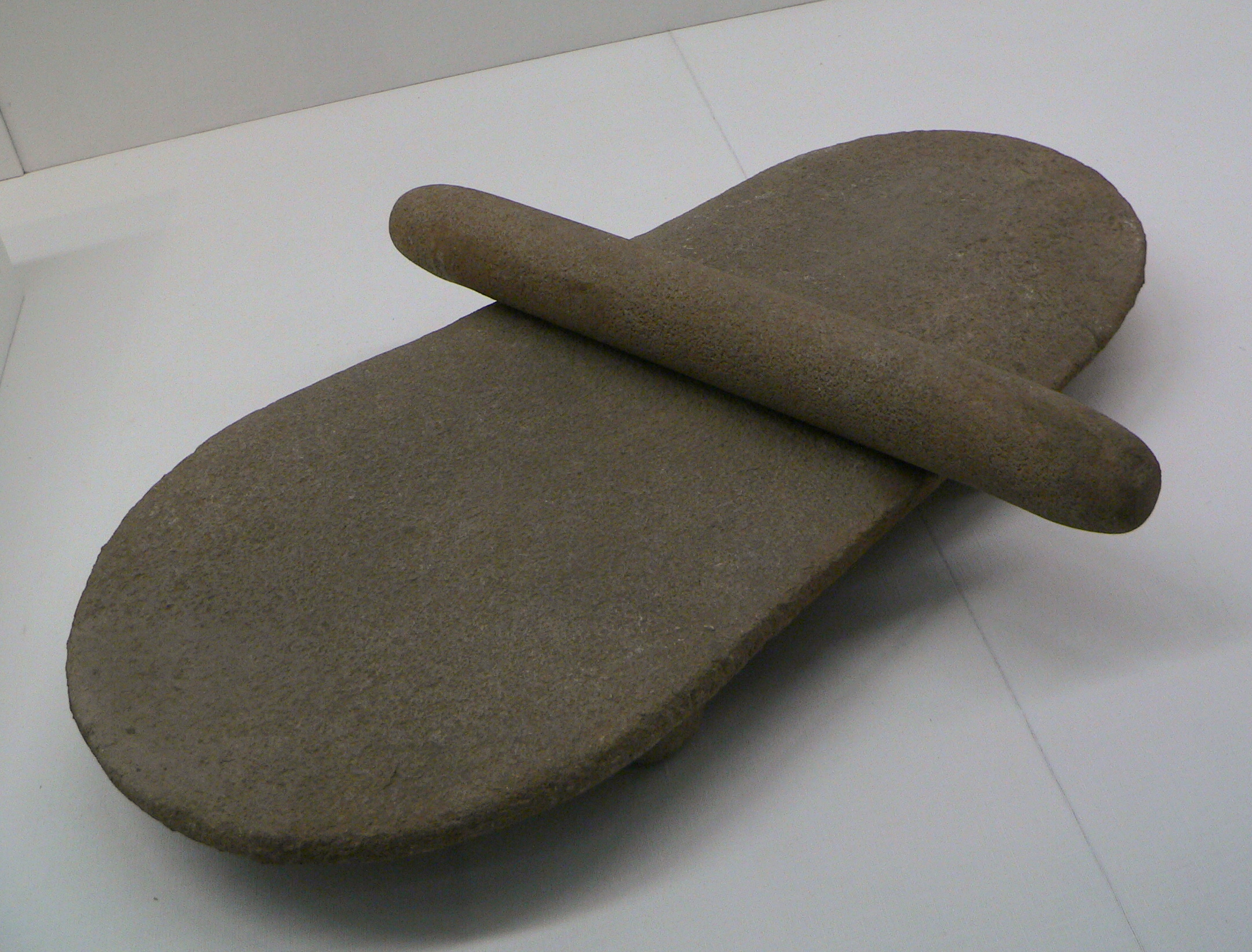
Meule plate et son rouleau cylindrique, culture de Peiligang.

- 7000 à 5700 av. J.-C. : établissement néolithique de Jiahu et début de la culture de Peiligang au Henan[24]. Premier témoignage de la culture du millet dans le bassin du Fleuve Jaune. Faucilles, meules de pierre et leur rouleau, céramique. Des traces de soie ont été découvertes à Jiahu dans des tombes datées de 8500 ans avant le présent. Des outils de tissage grossier et des aiguilles en os ont également été mis au jour, ce qui aurait pu conduire à la confection de tissus de soie[25]. Des flutes en os à sept trous et des carapaces de tortues gravées de signes, ainsi que les traces de la plus ancienne boisson fermentée connue, à base de riz, de miel, d'aubépine et de raisins, vieille de 8500 ans, ont été découvertes[26].
- 6500-5000 av. J.-C. : cultures de Cishan-Beifudi, représenté par une douzaine de sites sur les terrasses du piedmont Est des monts Taihang dans la Plaine centrale. Culture du millet des oiseaux associée à la chasse, la pèche et la cueillette. Céramiques, outils de pierre, d’os et de coquillage, fosses de stockages[27].
- 6500-5500 av. J.-C. : culture de Houli au Shandong, à l'Est de la en Chine ; culture du millet et traces de riz, meules plates, outils de pierre et d'os, faucilles, céramique grossière[28].
- 6200-5000 av. J.-C. : culture de Dadiwan dans le Gansu et le Shanxi, le long de la rivière Wei et de la rivière Jing. Culture du millet, élevage de porcs et de chiens, céramique cordée (Laoguantai)[28].
- 6200-5400 av. J.-C. : culture de Xinglongwa, la plus ancienne culture néolithique au nord-est de la Chine (Mongolie-Intérieure et Liaoning). Le site de Xinglongwa livre des maisons rectangulaires semi-enterrées, des fosses de stockage, des céramiques, des houes, des pelles et des couteaux de pierre taillée, des meules plates, trace de culture du millet. L’économie reste dominée par la cueillette de fruits sauvages et la chasse. Deux squelettes complets de porcs adultes, mâle et femelle, ont été inhumés dans la tombe d’un homme, les pattes liées, avec des nombreux objets en céramique, pierre (microlames), os et jade, première trace d’un rituel mortuaire appelé à se répandre dans le Nord de la Chine[29]. Sur le site de Xinglonggou, les maisons rectangulaire semi-enterrées sont disposées en rangées bien ordonnées (culture du millet, objets en jade)[22].

### Proche-Orient
- 7000-6600 av. J.-C. : présence de cultures néolithiques acéramique dans le Fars et le Kerman, au sud de l’Iran (présence de chèvres) ; la céramique apparait entre 6300 et 5000 dans des établissements modestes (Tell-e Mushki, Tell-e Jari, Tell-e Bakun, Tepe Yahya) qui tendent à devenir sédentaires et qui pratiquent l’élevage (chèvres, bovins, moutons) et l’agriculture en même temps que la chasse et la cueillette[30],[31].

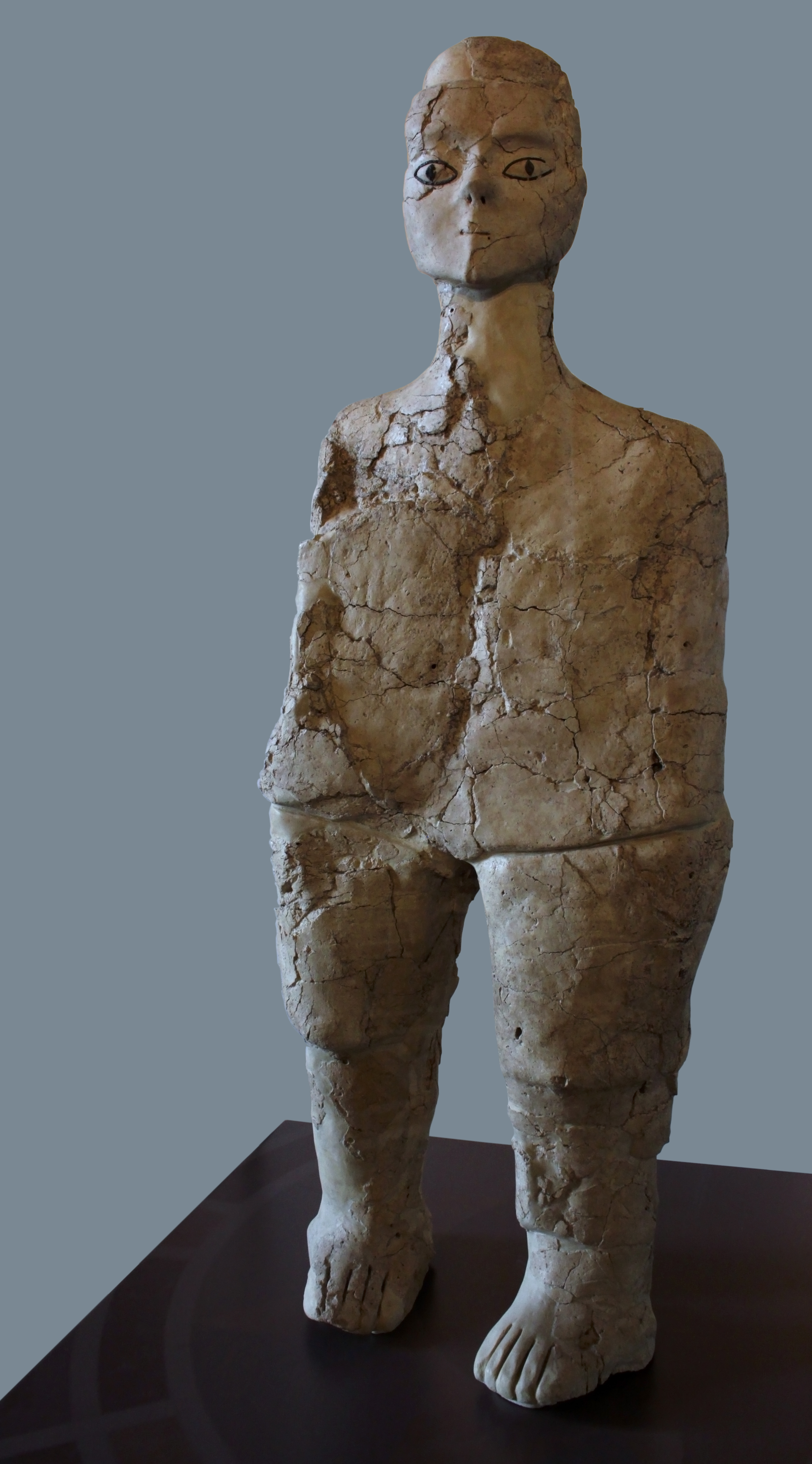
Premières statues en plâtre de 'Ain Ghazal dans le Levant vers 7000 av. J.-C.. Musée du Louvre.

- 6900-6400 av. J.-C. : néolithique ancien (période V). Période d’Obeid O en Mésopotamie[33].
  - Levant : les tendances du VIIIe millénaire av. J.-C. se poursuivent au VIIe. L’architecture évolue peu. La céramique se généralise et permet de définir des centres créateurs et des cheminements d’influence, comme Tell Aswad, qui pourrait être le point de départ d’une céramique (formes globulaires, couleur sombre, surface lustrée, décor incisé ou imprimé) qui a dominé en Syrie du Nord, depuis la Cilicie jusqu’au sud de Damas à Tell Ramad (en). En Palestine, on assiste à un curieux recul : l’architecture orthogonale disparaît au profit d’un retour aux fonds de cabanes rondes, parfois en fosse. Peut-être cela traduit-il l’installation d’une population semi-nomade ou en cours de sédentarisation. Dans la vallée de l’Euphrate et le désert syrien, les conditions climatiques arides font que la vie économique se fonde plus sur l’élevage de la chèvre et la chasse que sur l’agriculture, que l’on pratique cependant dans les fonds de cuvettes humides et à proximité des sources ou de l’Euphrate. L’évolution est différente selon que l’on est sur le fleuve ou dans le désert : alors que la céramique peinte, née à la fin du VIIIe millénaire à Bouqras, sur l’Euphrate, tend à se généraliser, El-Kowm, dans le désert, conserve la « vaisselle blanche » du PPNB tout en faisant un grand usage du plâtre[33]. Le nomadisme pastoral se développe dans les zones arides du Sinaï et du désert de Syrie à la fin du néolithique précéramique et au début du néolithique ancien, entre la seconde moitié du VIIe et la fin du VIe millénaire[34]. C’est un vecteur de la diffusion de la culture néolithique.
  - Culture d’Umm Dabaghiyah à l’ouest du Tigre en milieu aride de Haute Mésopotamie. Elle fournit la juxtaposition de deux types d’architecture : des maisons d’habitations d'une ou deux pièces, et des bandes de cellules juxtaposées, le plus souvent sans relations entre elles (peut-être des silos). L’importance accordée à ces cellules et le faible nombre de maisons dans la zone fouillée (1 500 m2 sur un total de 8 000 m2) conduit à se demander s’il s’agit bien d’un habitat villageois permanent ou plutôt d’une sorte de base destinée à conserver sous bonne garde des denrées alimentaires. La chasse aux équidés semble une activité importante, représentée sur des fresques murales. Le bol est la forme céramique la plus fréquente : sur un fond clair et lustré, on inscrit un décor de bandes, chevrons et points, peint en rouge ou des applications en relief[33].
  - Susiana archaïque II dans le Zagros[33]. Apparition de nouveaux sites dans le Khouzistan avec une nouvelle céramique dite de « Susiane », claire avec motifs linéaires sombres. Tandis que se met en place une agriculture plus savante qui fait intervenir l’irrigation, un grand nomadisme remplace le petit nomadisme des périodes antérieures.
- Vers 6750 av. J.-C. : site de Jarmo, près de Chamchamal, au Kurdistan en Irak. Apparu dès la phase précéramiste, la culture de Jarmo se transforme à la période 5 avec l’apparition d’une céramique spécifique dont on pense qu’elle pourrait avoir évolué sous une influence en provenance du Lorestan. Maisons rectangulaires de plusieurs pièces en tauf, aiguilles à coudre en os, filature et tressage du lin et de la laine, obsidienne, activités agricoles (blé, orge, lentilles, pois, vesces, glands), chèvre domestique. Chasse, cueillette des escargots. Utilisation de cailloux brûlants pour faire bouillir les soupes et de fours d’argiles. Figurines d’animaux et de femmes nues aux chairs abondantes[35].
- Vers 6750-6500 av. J.-C. : culture de Ali Kosh (en) à l’ouest du Zagros en Iran. Maisons de briques crues, élevage du mouton et de la chèvre, paniers rendus étanches par du bitume. Inhumation des morts sous le sol des maisons, en position fléchie et serrés dans une natte. Les crânes des femmes ont été artificiellement déformés[35].

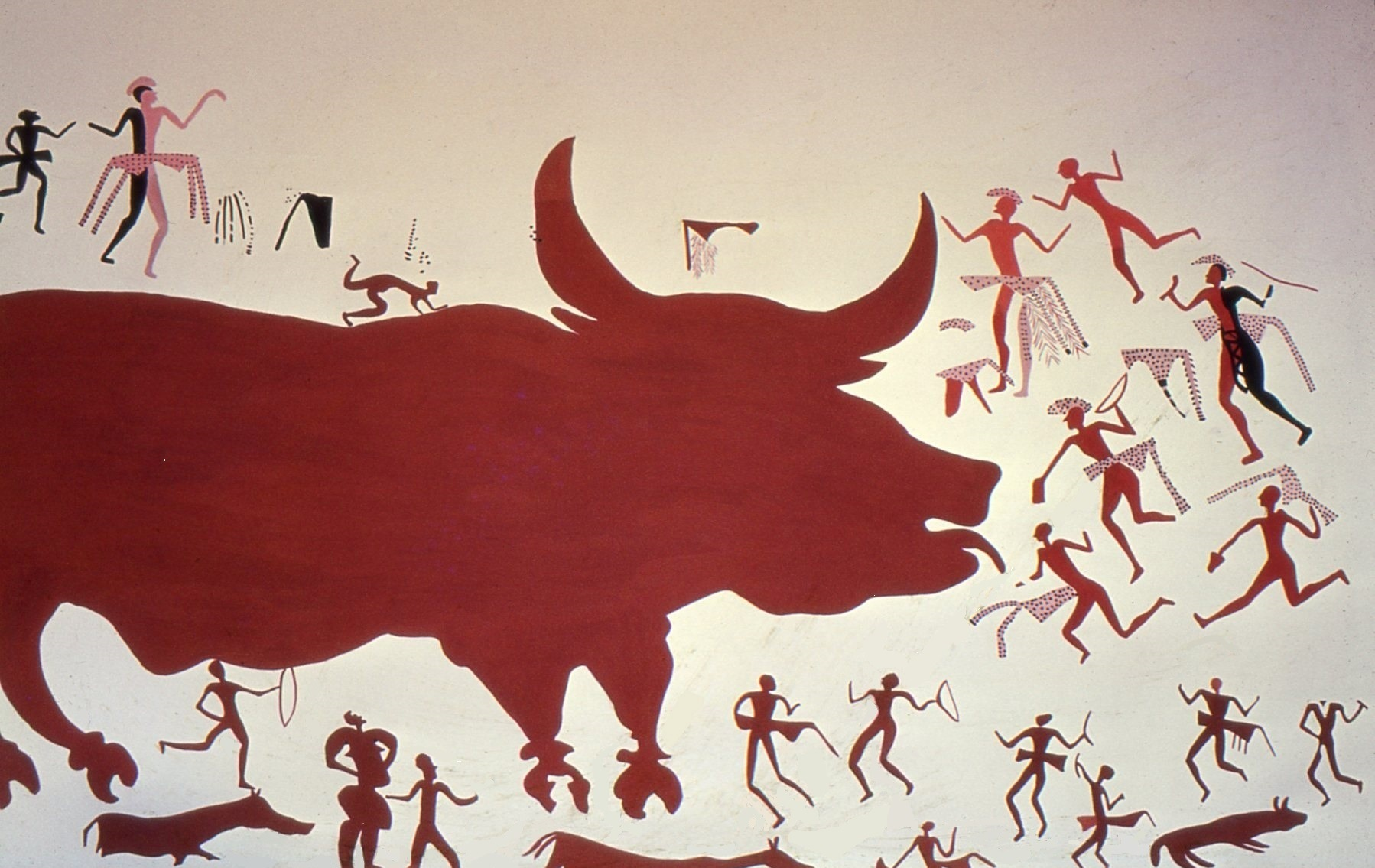
Reconstitution d'une fresque murale représentant une chasse à l'aurochs à Çatal Höyük.

- Vers 6500-5700 av. J.-C. : prospérité de la civilisation de Çatal Höyük près de Konya en Anatolie[36]. Çatal Höyük est le plus grand village connu de cette époque, célèbre pour la bonne conservation de son architecture et la présence de peintures murales. Les artisans de Çatal Höyük fabriquent des pointes de flèches, des fers de lances et des poignards d’obsidienne et de silex, des masses d’armes en pierre, des figurines de pierre et d’argile cuite, des textiles, de la vaisselle de bois et de céramique montée à la main. Ils fabriquent également des bijoux (perles et pendentifs de cuivre). Çatal Höyük importe du bois, du silex de Syrie, du cuivre et des coquillages (porcelaines de la mer Rouge). Vers 6500 av. J.-C. apparaissent les premiers textiles à base de lin, des objets en cuivre natif (éléments de parure)[37].
- 6400-5800 av. J.-C. : néolithique ancien final dans le Levant (période VI)[33].

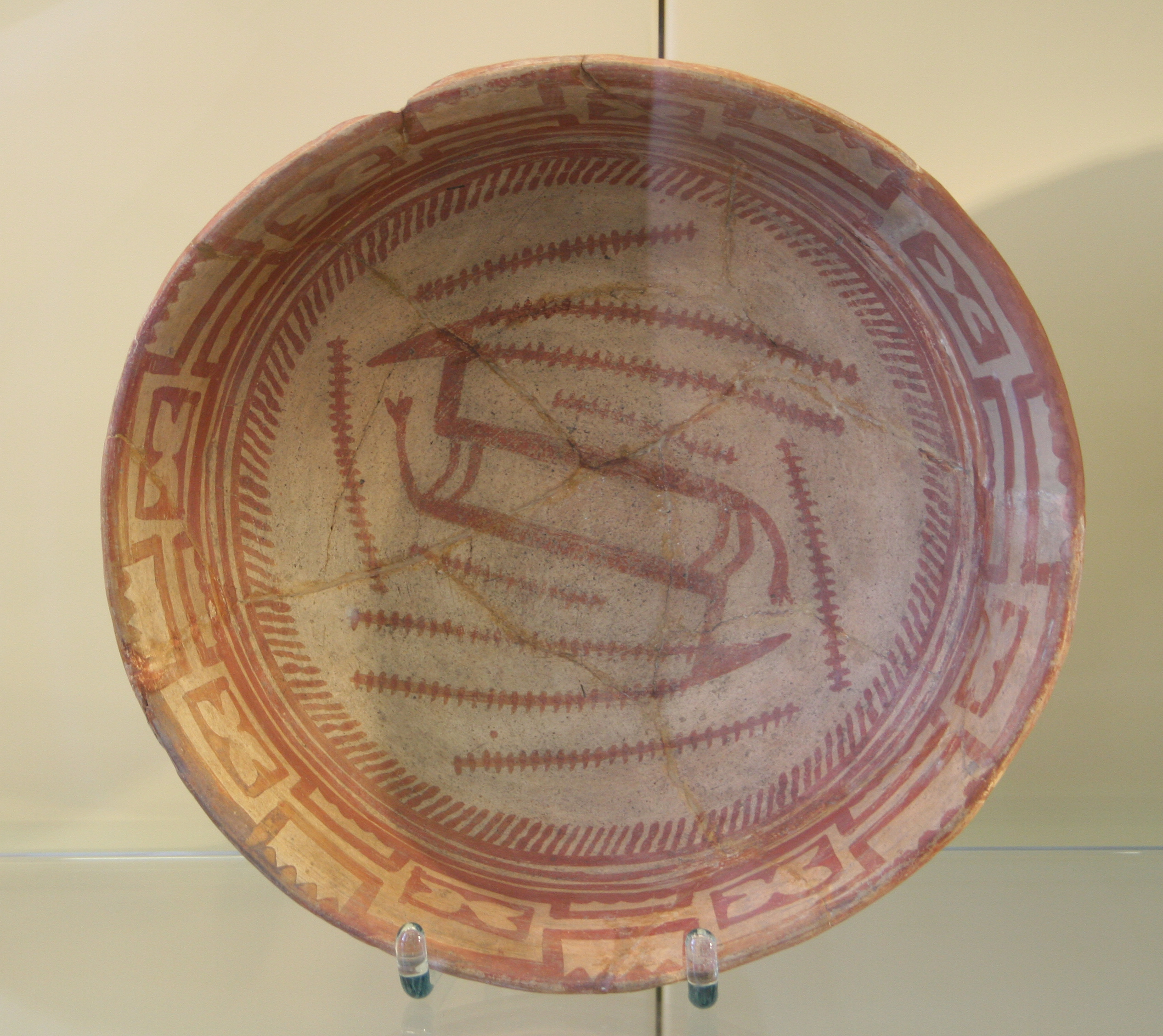
Céramique de Samarra. Musée de Pergame, Berlin.

- - Civilisation de Samarra dans le nord et le centre de la Mésopotamie. Tell es-Sawwan sur le Tigre (périodes 6 et 7) et Choga Mami (périodes 6, 7 et 8) dans la région de Mandali sont ses centres les plus représentatifs. À Samarra (période 6), c’est la céramique qui a permis de définir cette culture : de grands plats avec un décor peint, foncé sur fond clair, naturaliste et géométrique, représentant des rondes de femmes, cheveux au vent, des animaux, des bucranes, des scorpions. Habitations (brique crue modelée) structurées où les pièces communiquent par un système en enfilade et où il existe des étages. Sol et murs sont recouverts de plâtre. Les bâtiments sont rassemblés sur une grande aire rectangulaire fermée par un mur d’enceinte qu’entoure un fossé (Tell es-Sawwan). Techniques d’irrigation par canaux : les crues du Tigre sont utilisées pour arroser des champs de blé, d’avoine, d’orge et de lin. Belle céramique beige clair, décorée de dessins géométriques peints en rouge vif, brun ou brun violet ou des motifs représentant des femmes, des oiseaux, des poissons, des antilopes stylisés. Statuettes de terre cuite ou d’albâtre de personnages debout ou accroupis. Des figurines humaines en pierre polie semblent marquer les débuts de la statuaire mésopotamienne[33].

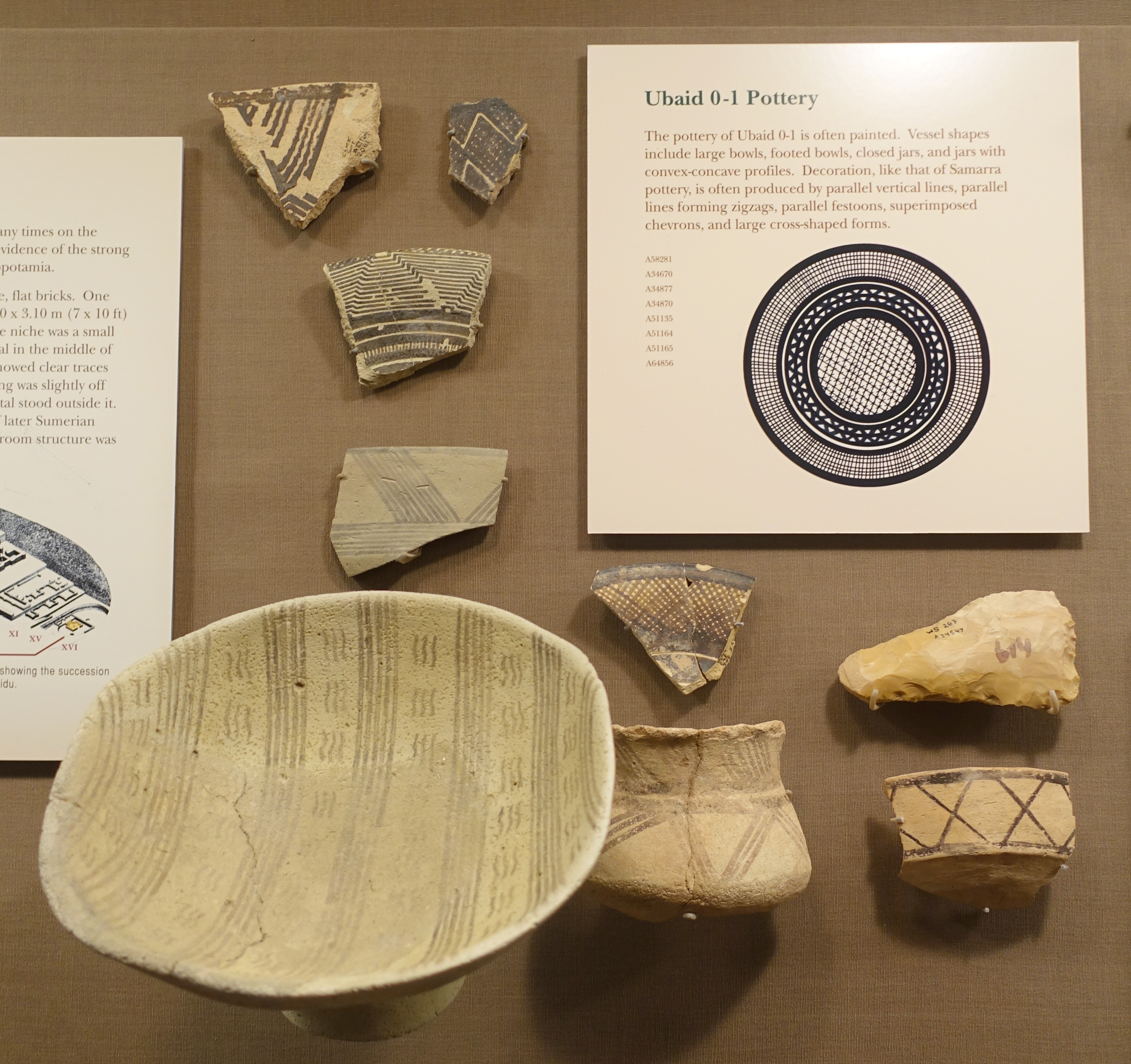
Céramiques d’Obeid 0-1, Institut oriental de Chicago.

- - Culture d’Obeid I en Basse-Mésopotamie, mise en évidence par la fouille du site d’Eridu. Initialement, elle présente certaines affinités avec celle de Samarra tout en s’en distinguant nettement : la fouille des premiers niveaux du site d’Oueili a permis de dégager un des plus anciens exemples de l’architecture monumentale, une grande salle rectangulaire divisée en trois travées par deux files de poteaux en bois. Céramique à pâte verdâtre parfois recouverte d’un engobe blanc, à motifs géométriques peints en brun sur fond clair (coupes, assiettes, bols et jarres). L’adaptation au milieu argileux de la plaine alluviale, où la pierre est extrêmement rare, se remarque par la confection de clous coudés (dont la fonction n’apparaît pas clairement) et de faucilles en argile cuite, destinés à remplacer les lames de silex pour couper blé et roseaux. On trouve cependant des silex en forme de houes, des haches et l’obsidienne n’est pas absente[33].

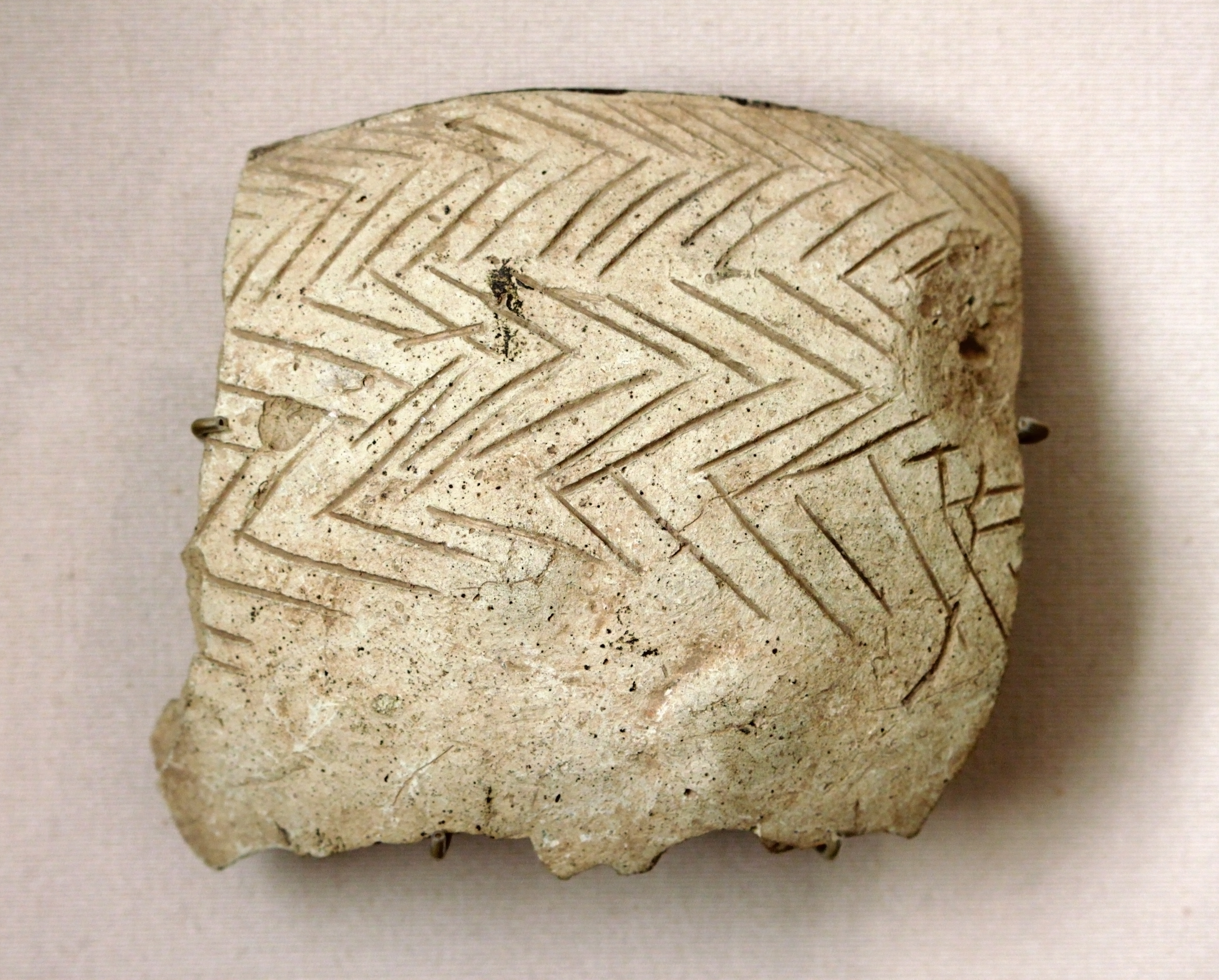
Fragment de poterie à décor incisé caractéristique de la période de Hassuna, musée du Louvre.

- - Culture de Hassuna (période 6 et 7). À la suite et dans la tradition de celle d’Umm Dabaghiya en Haute Mésopotamie, mais aussi à l’est du Tigre, la culture de Hassuna est bien illustrée par deux sites du Sinjar, Yarim Tepe I et Hassuna (périodes 5, 6 et 7), où l’on a dégagé le même type d’architecture qu’à Umm Dabaghiya, mais aussi des maisons plus élaborées comme celles d’Hassuna IV, et une forme nouvelle d’habitat circulaire avec, pense-t-on, un toit en coupole. Les grandes jarres à provisions, sphériques, avec un décor peint ou incisé en arêtes de poissons ou triangles hachurés, sont caractéristiques d’Hassuna. Silos d’argile crue, four à voûte, céramique, sceaux de pierre en forme de disques, murs enduits de chaux et badigeonnés de rouge, fresques, coupes d’albâtre[33].
  - Susiana archaïque III dans le Zagros[33].
- Jéricho exporte du sel et du bitume et importe de l’obsidienne d’Anatolie, des turquoises du Sinaï, des cauris de la mer Rouge[38].
- Utilisation de calculi, petits objets façonnés en argile en forme de bulle, de cône, de cylindre ou de tétraèdre, sur les sites du Proche-Orient. On les a longtemps considérés comme des amulettes, jusqu’à ce qu’on ait pris conscience qu’ils étaient semblables au contenu des bulles d’argiles du IVe millénaire, que l’on regardait comme instrument de comptabilité[33].

### Europe
- Entre 7000 et 5600 av. J.-C. : transgression flandrienne. Le niveau de la mer passe de -15,2 à -4,64 m. La mer du Nord rejoint la Baltique, formation de la Manche[39]. Submersion du Doggerland. La montée des eaux sépare les Îles Britanniques du continent vers 6500 av. J.-C.[40].
- 7000-6500 av. J.-C. : établissement néolithique précéramique à Cnossos. Les premières structures en brique crue et la céramique apparaissent vers le milieu du VIIe millénaire[41].
- 7000-6500 av. J.-C. : la culture de chasseurs-cueilleurs de Elshanka, sur le cours moyen de la Volga (Samara), livre la plus ancienne céramique en Europe[42].
- 7000 av. J.-C. : cannibalisme alimentaire attesté dans les populations mésolithiques de la grotte des Perrats à d'Agris en Charente ; cinq adultes et trois enfants sont consommés (9000 avant le présent)[43].

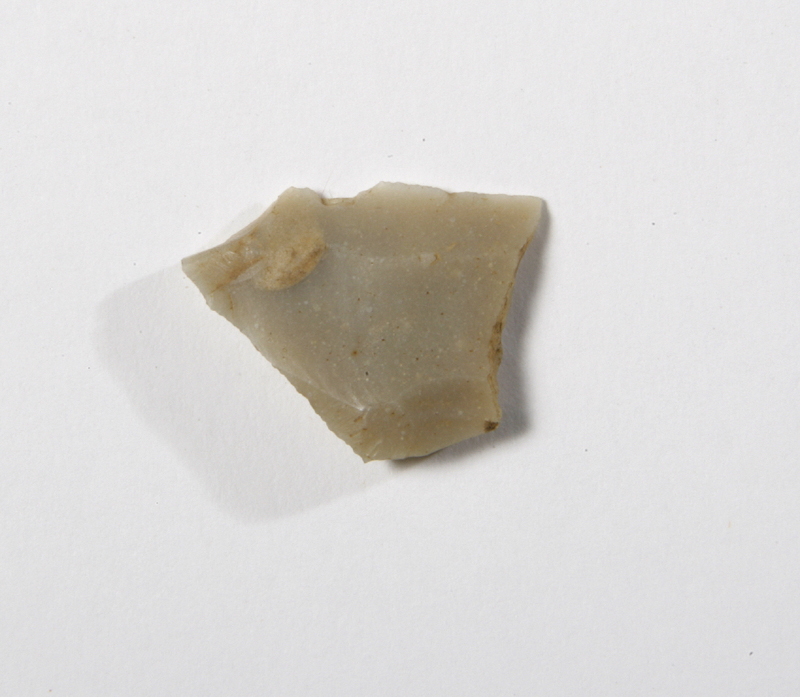
Armature de flèche trapézoïdale en silex. Mésolithique récent (Castelnovien).

- 6800-5000 av. J.-C. : second mésolithique caractérisé par la production de lames débitées à la percussion indirecte et la généralisation des armatures de flèches trapézoïdales (microlithes). Les outils se diversifient : lamelles à encoche ou à bords denticulés utilisées pour le raclage (os, bois) ; un outillage macrolithique persiste (hache de silex) ; outils en os et en bois de cervidés nombreux et variés (harpons, pointes de sagaies, poinçons, burins en canines de sangliers) ; travail du bois attesté par des marques sur les outils en silex (arcs, flêches, pagaie, pirogues, patins de traineaux) ; vannerie (fragment de pannier découvert à Noyen-sur-Seine)[44].
- 6570 av. J.-C. : civilisation prénéolithique de l’abri d’Araguina-Sennola, près de Bonifacio en Corse. Chasse (phoque moine, prolagus). Possible proto-élevage de caprinés et de suidés (contesté)[45].

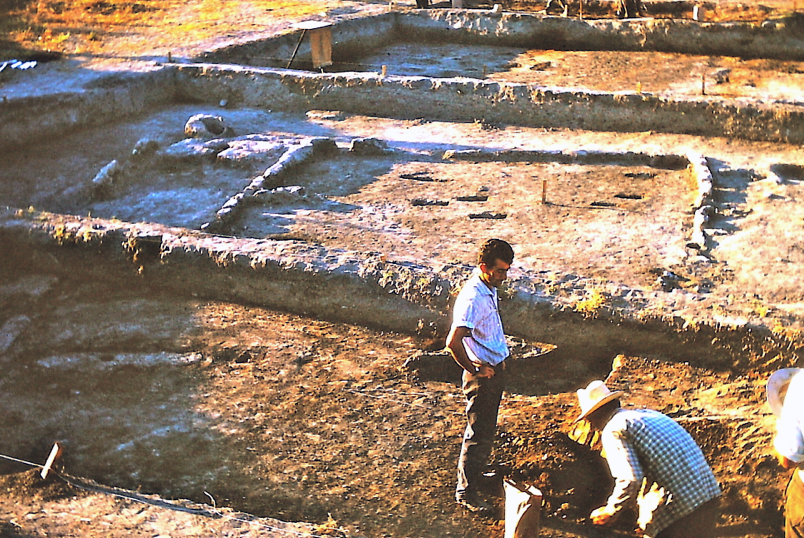
Fouille d'une maison du néolithique ancien à Nea Nikomedeia.

- 6500-6000 av. J.-C. : néolithique ancien (proto-Sesklo) dans la péninsule balkanique, représenté par le site de Néa Nikomídia près de Véria en Macédoine-Centrale. Les premiers agriculteurs européens s’organisent en villages d’une dizaine de petites maisons quadrangulaires de bois et de torchis (5 m de côté, chauffées par un four de terre) regroupant 100 ou 200 individus. Une maison plus importante occupe le centre du village. Polyculture vivrière assez semblable à celle du Proche-Orient (orge, blé, millet, lentilles, pois et vesces), élevage (moutons, chèvres, chiens), céramique (bols, jarres, vases à pieds annulaires) peinte en rouge ou brun (chevrons, zigzags, figures humaines ou animales). Figures anthropomorphes et sceaux en terre cuite[46]. Les morts sont enterrés à l’intérieur du village en position fœtale.
- 6500-5200 av. J.-C. : la culture de Bug-Dniester (en) se développe sur le tchernoziom « terre noire » en Moldavie et en Ukraine[47]. Culture de transition vers le néolithique, elle adopte la céramique vers 6 200 av. J.-C. par ses contacts avec la culture danubienne de Starčevo-Körös/Criş, cultive l’engrain, l’amidonnier et l’épeautre et pratique l’élevage des bovidés[42].

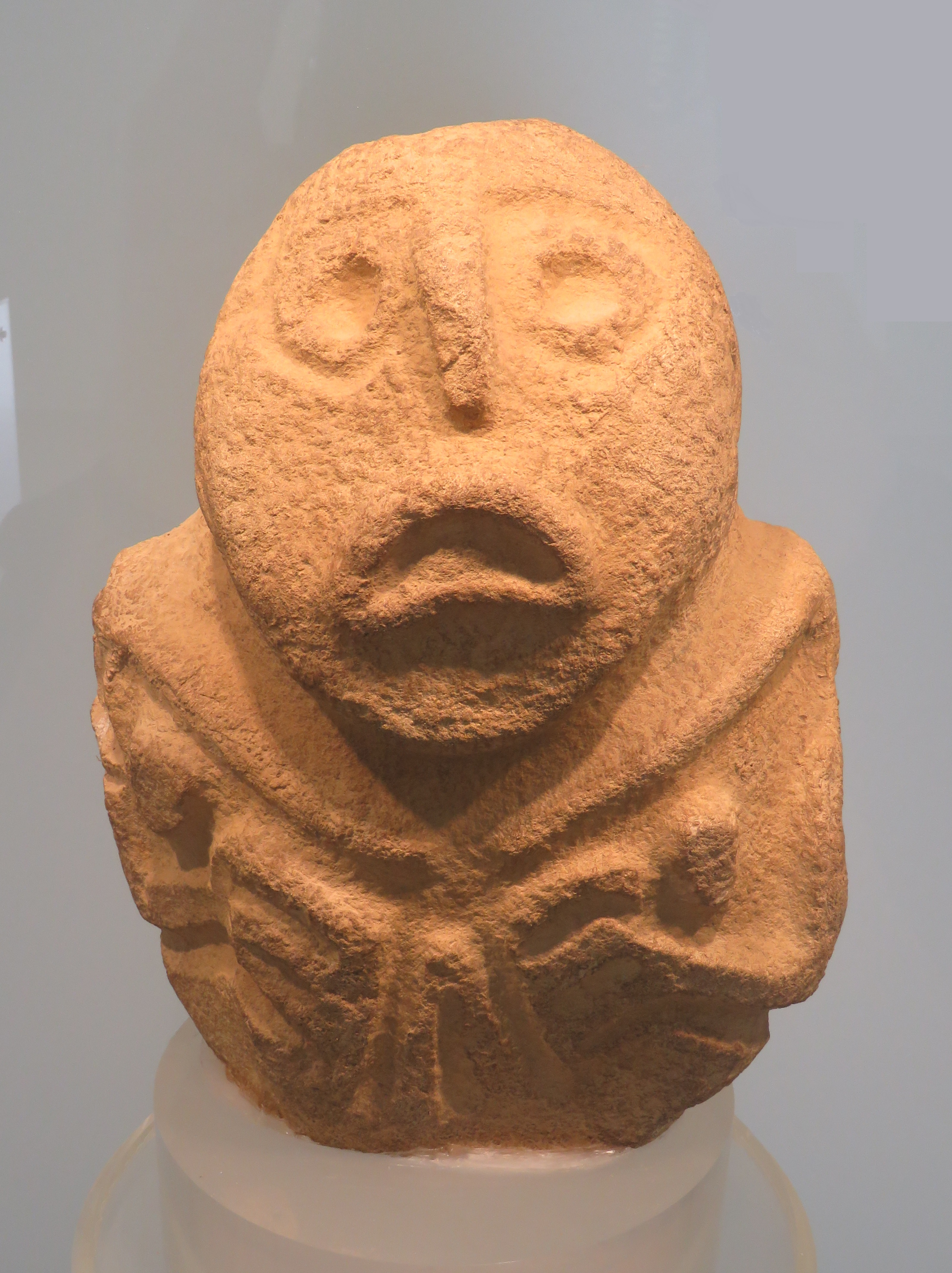
Sculpture en grès dite du Dieu-poisson, Lepenski Vir, 70 cm. Vers 6300 - 5900 av. J.-C.

- 6400-5400 av. J.-C. : occupation permanente du site de Lepenski Vir situé sur les rives du Danube au défilé des Portes de Fer en Serbie, par un village d'une centaine de personnes dans 22 huttes trapézoïdales à foyer central en pierre. Une maison centrale, plus grande, indique une certaine hiérarchisation. Ses habitants vivent de pêche, de chasse (cerf commun, chevreuil, auroch, cochon sauvage) et de cueillette. Pas de céramique, mais des vases en pierre. Haches polies et pointes de flèches, sculptures sur gros galets dressés (visages humains et formes géométriques). L'économie de prédation laisse la place progressivement à une culture néolithique de type Starčevo[46].
- 6400-5400 av. J.-C. : culture de Kongemose (chasseurs-cueilleurs du Mésolithique) au sud de la Scandinavie[48].
- 6200-5800 av. J.-C. : néolithique ancien à céramique impressa en Italie du Sud (site de Coppa Nevigata (en) près de Manfredonia dans les Pouilles, daté de 6200 av. J.-C.) et en Sicile (site de la grotte dell Uzzo (it) près de Trapani daté entre 6180 ± 80 et 4990 ± 70 av. J.-C.)[49]).